# Willebadessen
Willebadessen is een stad en gemeente in de Duitse deelstaat Noordrijn-Westfalen, gelegen in de Kreis Höxter. De gemeente telt 8.154 inwoners (31 december 2020) op een oppervlakte van 128,14 km². Naburige steden zijn onder andere Bad Driburg, Beverungen en Borgentreich.

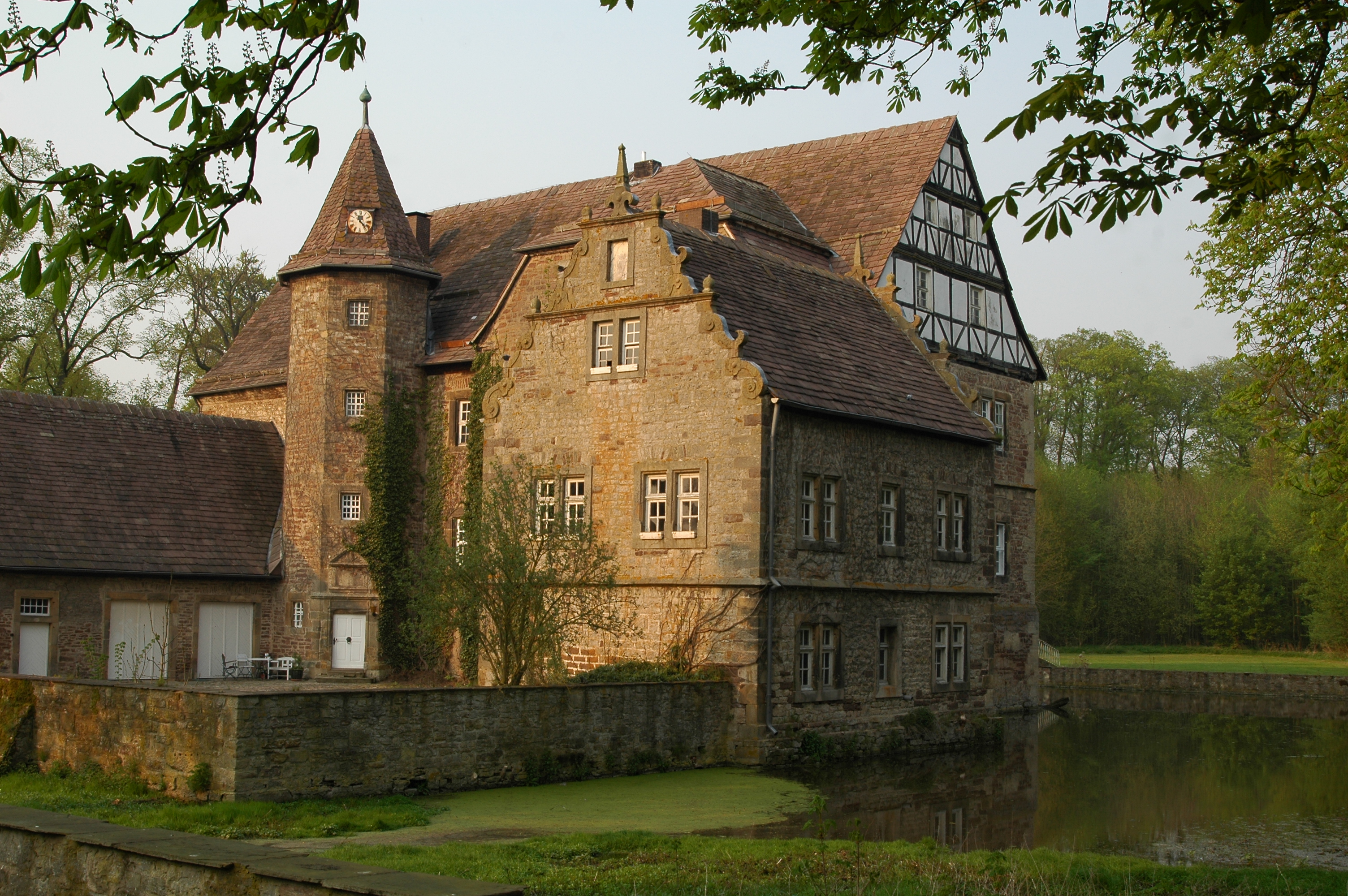
Schloss Schweckhausen

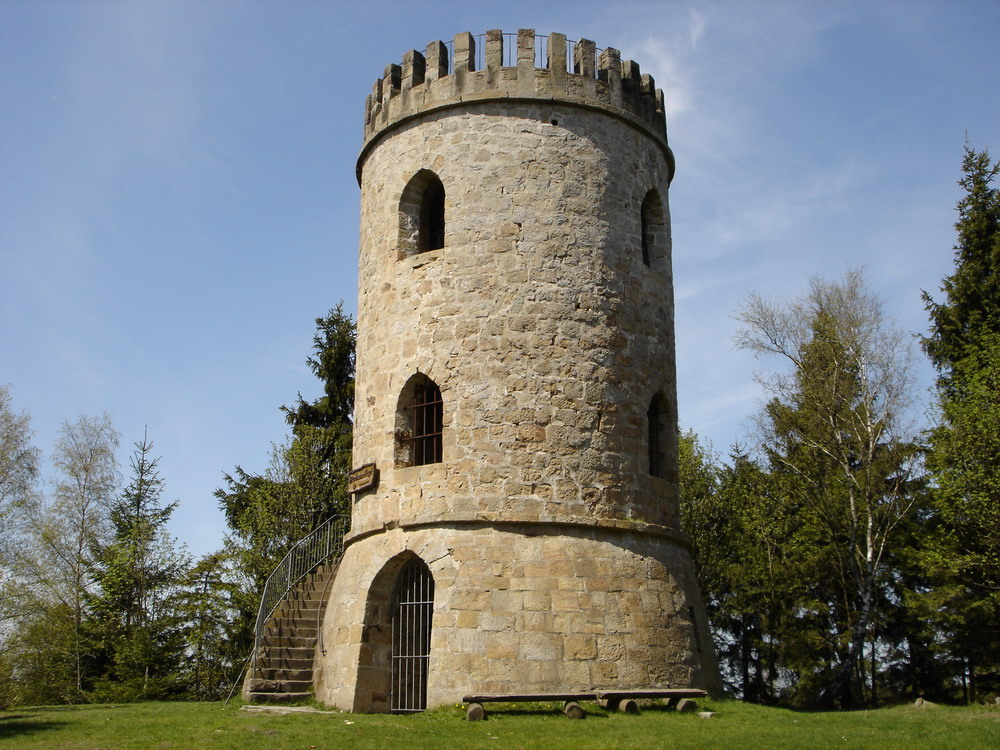
Bierbaums toren

Bad Driburg · Beverungen · Borgentreich · Brakel · Höxter · Marienmünster · Nieheim · Steinheim · Warburg · Willebadessen